# Stidia
Stidia (în arabă ستيدية) este o comună din provincia Mostaganem, Algeria.
Populația comunei este de 11.965 de locuitori (2008).